# Gleneburg
Die Gleneburg ist eine abgegangene spätmittelalterliche Höhenburg im Ortsteil Hohe Warte der Gemeinde Delligsen im Landkreis Holzminden in Niedersachsen.
Die Burg erscheint nicht in der historischen Überlieferung, Erbauer und Besitzer sind unbekannt. Begehungen erbrachten spärliche Lesefunde des Spätmittelalters, wahrscheinlich ist die Anlage schon damals abgegangen.

## Beschreibung
Die Burg liegt auf einem steil abfallenden Ausläufer eines Höhenzuges. Sie besitzt eine ungefähr trapezförmige Gestalt mit einer Länge von ca. 65 m in Nordwest-Südost-Richtung und einer Breite von 28 m im Westen und 42 m im Osten. Im Südosten war die Anlage durch einen heute noch 2 m tiefen Halsgraben geschützt. Er zieht sich um die gesamte Anlage herum, ist aber an den Seiten nur als Terrasse ausgebildet. Lediglich an der Spornspitze ist er wieder deutlich eingetieft. Ein früher erkennbarer Vorwall ist heute verschwunden. Im Nordwesten des Burgareals ist im Boden eine Trockenmauer mit darüber liegender Brandschicht beobachtet worden. Zudem sind zwei Bodeneintiefungen vorhanden, die von Kellern herrühren können. Von der Befestigung aus verläuft ein Graben mit unregelmäßigem Verlauf und unbekannten Zweck mindestens 60 m nach Süden.